# Eleições legislativas portuguesas de 2005 no distrito de Coimbra
| Eleições legislativas portuguesas de 2005 Distritos: Aveiro \| Beja \| Braga \| Bragança \| Castelo Branco \| Coimbra \| Évora \| Faro \| Guarda \| Leiria \| Lisboa \| Portalegre \| Porto \| Santarém \| Setúbal \| Viana do Castelo \| Vila Real \| Viseu \| Açores \| Madeira \| Estrangeiro |

## Resultados por Concelho
Os resultados nos concelhos do Distrito de Coimbra foram os seguintes:

### Arganil
| Partido                 | Partido                        | Votos  | %               | +/-  |
| ----------------------- | ------------------------------ | ------ | --------------- | ---- |
|                         | Partido Social Democrata       | 3 377  | 43,72 / 100,00  | 6,16 |
|                         | Partido Socialista             | 3 244  | 41,99 / 100,00  | 4,60 |
|                         | Partido Popular                | 400    | 5,18 / 100,00   | 0,62 |
|                         | Bloco de Esquerda              | 201    | 2,60 / 100,00   | 1,45 |
|                         | Coligação Democrática Unitária | 149    | 1,93 / 100,00   | 0,20 |
|                         | Outros                         | 125    | 1,62 / 100,00   |      |
| Votos Inválidos         | Votos Inválidos                | 229    | 2,97 / 100,00   | 0,54 |
| Total                   | Total                          | 7 725  | 100,00 / 100,00 |      |
| Eleitorado/Participação | Eleitorado/Participação        | 11 907 | 64,88 / 100,00  | 0,37 |

| Freguesia               | %     | %     | %     | %    | %    | Votantes |
| Freguesia               | PSD   | PS    | PP    | BE   | CDU  | Votantes |
| ----------------------- | ----- | ----- | ----- | ---- | ---- | -------- |
| Anceriz                 | 51,20 | 38,40 | 3,20  | 0,80 | 2,40 | 125      |
| Arganil                 | 42,35 | 41,38 | 5,25  | 3,73 | 2,35 | 2 170    |
| Barril de Alva          | 47,93 | 38,02 | 3,72  | 1,65 | 2,07 | 242      |
| Benfeita                | 48,23 | 43,26 | 2,48  | 1,42 | 0,71 | 282      |
| Celavisa                | 34,92 | 48,68 | 7,94  | 1,59 | 2,65 | 189      |
| Cepos                   | 37,07 | 43,10 | 7,76  | 4,31 | 0,86 | 116      |
| Cerdeira                | 48,79 | 43,00 | 1,93  | 1,93 | 0,97 | 207      |
| Coja                    | 28,36 | 56,73 | 6,42  | 3,21 | 1,66 | 966      |
| Folques                 | 22,14 | 63,47 | 5,17  | 2,58 | 1,11 | 271      |
| Moura da Serra          | 41,82 | 37,27 | 8,18  | 0    | 2,73 | 110      |
| Piódão                  | 51,03 | 33,10 | 8,28  | 0,69 | 2,07 | 145      |
| Pomares                 | 46,71 | 39,81 | 4,39  | 1,25 | 4,08 | 319      |
| Pombeiro da Beira       | 64,71 | 24,81 | 4,93  | 1,69 | 1,85 | 649      |
| São Martinho da Cortiça | 57,93 | 28,90 | 4,73  | 2,05 | 1,15 | 782      |
| Sarzedo                 | 61,22 | 24,15 | 6,59  | 1,95 | 0,73 | 410      |
| Secarias                | 22,55 | 64,36 | 3,27  | 2,55 | 1,45 | 275      |
| Teixeira                | 29,20 | 53,21 | 10,62 | 3,54 | 0    | 113      |
| Vila Cova de Alva       | 31,07 | 55,08 | 3,11  | 2,82 | 3,67 | 354      |
| Arganil                 | 43,72 | 41,99 | 5,18  | 2,60 | 1,93 | 7 725    |

### Cantanhede
| Partido                 | Partido                        | Votos  | %               | +/-  |
| ----------------------- | ------------------------------ | ------ | --------------- | ---- |
|                         | Partido Social Democrata       | 8 954  | 43,67 / 100,00  | 9,68 |
|                         | Partido Socialista             | 7 630  | 37,21 / 100,00  | 5,68 |
|                         | Partido Popular                | 1 527  | 7,45 / 100,00   | 1,09 |
|                         | Bloco de Esquerda              | 863    | 4,21 / 100,00   | 2,61 |
|                         | Coligação Democrática Unitária | 477    | 2,33 / 100,00   | 0,33 |
|                         | Outros                         | 300    | 1,47 / 100,00   |      |
| Votos Inválidos         | Votos Inválidos                | 752    | 3,67 / 100,00   | 1,65 |
| Total                   | Total                          | 20 503 | 100,00 / 100,00 |      |
| Eleitorado/Participação | Eleitorado/Participação        | 33 537 | 61,14 / 100,00  | 0,29 |

| Freguesia          | %     | %     | %     | %    | %     | Votantes |
| Freguesia          | PSD   | PS    | PP    | BE   | CDU   | Votantes |
| ------------------ | ----- | ----- | ----- | ---- | ----- | -------- |
| Ançã               | 19,94 | 54,50 | 3,83  | 6,88 | 10,56 | 1 279    |
| Bolho              | 42,88 | 42,69 | 5,46  | 1,75 | 1,75  | 513      |
| Cadima             | 50,38 | 33,80 | 6,27  | 2,81 | 1,87  | 1 707    |
| Camarneira         | 59,83 | 23,14 | 6,33  | 3,28 | 1,53  | 458      |
| Cantanhede         | 35,19 | 41,87 | 7,29  | 6,87 | 2,91  | 3 814    |
| Cordinhã           | 42,07 | 43,49 | 4,71  | 3,92 | 1,10  | 637      |
| Corticeiro de Cima | 57,73 | 24,40 | 8,50  | 4,14 | 0     | 459      |
| Covões             | 68,99 | 14,47 | 9,40  | 1,47 | 1,18  | 1 361    |
| Febres             | 55,12 | 29,38 | 7,57  | 1,94 | 0,77  | 1 954    |
| Murtede            | 34,98 | 49,63 | 3,94  | 4,68 | 2,59  | 812      |
| Ourentã            | 44,04 | 37,08 | 7,36  | 4,55 | 1,47  | 747      |
| Outil              | 29,93 | 50,18 | 7,22  | 4,40 | 2,64  | 568      |
| Pocariça           | 36,55 | 47,40 | 4,01  | 4,75 | 2,23  | 673      |
| Portunhos          | 27,68 | 53,04 | 6,79  | 4,46 | 2,50  | 560      |
| Sanguinheira       | 51,34 | 27,34 | 11,38 | 3,15 | 1,63  | 1 046    |
| São Caetano        | 53,76 | 28,57 | 8,29  | 3,38 | 1,23  | 651      |
| Sepins             | 43,91 | 39,91 | 6,63  | 3,39 | 2,00  | 649      |
| Tocha              | 40,78 | 37,51 | 11,49 | 3,93 | 1,42  | 2 114    |
| Vilamar            | 47,11 | 33,73 | 7,78  | 4,99 | 0,20  | 501      |
| Cantanhede         | 43,67 | 37,21 | 7,45  | 4,21 | 2,33  | 20 503   |

### Coimbra
| Partido                 | Partido                        | Votos   | %               | +/-  |
| ----------------------- | ------------------------------ | ------- | --------------- | ---- |
|                         | Partido Socialista             | 38 367  | 45,68 / 100,00  | 1,76 |
|                         | Partido Social Democrata       | 21 284  | 25,34 / 100,00  | 9,74 |
|                         | Bloco de Esquerda              | 7 367   | 8,77 / 100,00   | 5,12 |
|                         | Coligação Democrática Unitária | 7 068   | 8,42 / 100,00   | 0,65 |
|                         | Partido Popular                | 5 546   | 6,60 / 100,00   | 0,27 |
|                         | Outros                         | 1 335   | 1,60 / 100,00   |      |
| Votos Inválidos         | Votos Inválidos                | 3 025   | 3,61 / 100,00   | 1,69 |
| Total                   | Total                          | 83 992  | 100,00 / 100,00 |      |
| Eleitorado/Participação | Eleitorado/Participação        | 124 358 | 67,54 / 100,00  | 3,77 |

| Freguesia                 | %     | %     | %     | %     | %     | Votantes |
| Freguesia                 | PS    | PSD   | BE    | CDU   | PP    | Votantes |
| ------------------------- | ----- | ----- | ----- | ----- | ----- | -------- |
| Almalaguês                | 51,28 | 25,09 | 7,24  | 6,89  | 5,13  | 1 989    |
| Ameal                     | 55,92 | 15,19 | 7,82  | 11,68 | 3,85  | 882      |
| Antanhol                  | 47,70 | 26,15 | 9,29  | 7,10  | 4,61  | 1 281    |
| Antuzede                  | 53,57 | 18,90 | 7,84  | 9,32  | 4,27  | 1 148    |
| Arzila                    | 59,55 | 16,21 | 5,78  | 13,32 | 0,64  | 623      |
| Assafarge                 | 47,43 | 24,04 | 10,22 | 7,57  | 5,07  | 1 360    |
| Botão                     | 60,14 | 20,08 | 5,48  | 5,58  | 2,94  | 986      |
| Brasfemes                 | 51,65 | 18,43 | 9,71  | 9,88  | 4,90  | 1 123    |
| Castelo Viegas            | 47,76 | 22,37 | 6,87  | 12,17 | 5,10  | 961      |
| Ceira                     | 49,81 | 24,80 | 6,92  | 8,12  | 4,94  | 2 327    |
| Cernache                  | 52,88 | 20,70 | 7,52  | 8,57  | 4,84  | 2 275    |
| Coimbra - Almedina        | 34,21 | 30,54 | 8,96  | 13,89 | 8,73  | 871      |
| Coimbra - Santa Cruz      | 43,65 | 26,25 | 10,00 | 8,69  | 6,91  | 4 282    |
| Coimbra - São Bartolomeu  | 44,23 | 27,14 | 9,00  | 8,70  | 5,55  | 667      |
| Coimbra - Sé Nova         | 33,04 | 31,45 | 9,54  | 6,99  | 13,42 | 5 021    |
| Eiras                     | 45,46 | 23,85 | 9,81  | 10,42 | 5,66  | 6 256    |
| Lamarosa                  | 40,97 | 34,42 | 6,34  | 8,24  | 4,96  | 947      |
| Ribeira de Frades         | 60,08 | 18,02 | 7,57  | 8,15  | 3,54  | 1 215    |
| Santa Clara               | 43,46 | 27,65 | 10,30 | 7,26  | 6,02  | 5 580    |
| Santo António dos Olivais | 40,81 | 27,96 | 9,42  | 7,25  | 9,07  | 22 717   |
| São João do Campo         | 50,73 | 18,77 | 4,97  | 17,57 | 3,60  | 1 167    |
| São Martinho de Árvore    | 51,87 | 25,22 | 5,86  | 7,28  | 4,80  | 563      |
| São Martinho do Bispo     | 50,35 | 23,72 | 8,77  | 7,91  | 4,38  | 8 172    |
| São Paulo de Frades       | 48,85 | 23,63 | 8,38  | 8,91  | 4,81  | 2 827    |
| São Silvestre             | 54,72 | 19,68 | 8,33  | 8,33  | 4,50  | 1 621    |
| Souselas                  | 41,97 | 27,03 | 7,21  | 13,09 | 4,40  | 1 887    |
| Taveiro                   | 52,93 | 21,88 | 8,23  | 6,28  | 4,66  | 1 179    |
| Torre de Vilela           | 47,94 | 25,40 | 8,89  | 7,78  | 5,56  | 630      |
| Torres do Mondego         | 54,73 | 21,11 | 6,46  | 9,52  | 2,80  | 1 502    |
| Trouxemil                 | 52,51 | 19,06 | 6,20  | 11,41 | 5,08  | 1 516    |
| Vil de Matos              | 54,44 | 24,22 | 5,28  | 7,19  | 4,56  | 417      |
| Coimbra                   | 45,68 | 25,34 | 8,77  | 8,42  | 6,60  | 83 992   |

### Condeixa-a-Nova
| Partido                 | Partido                        | Votos  | %               | +/-  |
| ----------------------- | ------------------------------ | ------ | --------------- | ---- |
|                         | Partido Socialista             | 3 974  | 52,29 / 100,00  | 5,43 |
|                         | Partido Social Democrata       | 1 901  | 25,01 / 100,00  | 9,97 |
|                         | Coligação Democrática Unitária | 513    | 6,75 / 100,00   | 0,66 |
|                         | Bloco de Esquerda              | 502    | 6,61 / 100,00   | 4,13 |
|                         | Partido Popular                | 315    | 4,14 / 100,00   | 1,74 |
|                         | Outros                         | 138    | 1,82 / 100,00   |      |
| Votos Inválidos         | Votos Inválidos                | 257    | 3,39 / 100,00   | 1,42 |
| Total                   | Total                          | 7 600  | 100,00 / 100,00 |      |
| Eleitorado/Participação | Eleitorado/Participação        | 11 281 | 67,37 / 100,00  | 3,11 |

| Freguesia        | %     | %     | %     | %    | %    | Votantes |
| Freguesia        | PS    | PSD   | CDU   | BE   | PP   | Votantes |
| ---------------- | ----- | ----- | ----- | ---- | ---- | -------- |
| Anobra           | 67,42 | 9,72  | 11,35 | 5,02 | 2,43 | 617      |
| Belide           | 64,56 | 22,33 | 3,88  | 5,34 | 1,46 | 206      |
| Bem da Fé        | 53,01 | 16,87 | 16,87 | 6,02 | 2,41 | 83       |
| Condeixa-a-Nova  | 45,20 | 25,92 | 9,30  | 8,99 | 4,68 | 1 624    |
| Condeixa-a-Velha | 52,02 | 26,34 | 4,38  | 7,90 | 5,11 | 1 507    |
| Ega              | 51,61 | 30,21 | 3,53  | 4,31 | 4,82 | 1 556    |
| Furadouro        | 55,66 | 28,30 | 6,60  | 0    | 7,55 | 106      |
| Sebal            | 54,83 | 20,29 | 10,44 | 5,27 | 3,22 | 1 025    |
| Vila Seca        | 50,17 | 26,85 | 4,53  | 9,06 | 3,02 | 596      |
| Zambujal         | 50,00 | 33,93 | 2,86  | 5,36 | 2,86 | 280      |
| Condeixa-a-Nova  | 52,29 | 25,01 | 6,75  | 6,61 | 4,14 | 7 600    |

### Figueira da Foz
| Partido                 | Partido                        | Votos  | %               | +/-  |
| ----------------------- | ------------------------------ | ------ | --------------- | ---- |
|                         | Partido Socialista             | 14 748 | 42,38 / 100,00  | 0,67 |
|                         | Partido Social Democrata       | 11 854 | 34,06 / 100,00  | 4,42 |
|                         | Bloco de Esquerda              | 2 696  | 7,75 / 100,00   | 4,84 |
|                         | Coligação Democrática Unitária | 2 055  | 5,91 / 100,00   | 0,27 |
|                         | Partido Popular                | 1 483  | 4,26 / 100,00   | 3,02 |
|                         | Outros                         | 709    | 2,05 / 100,00   |      |
| Votos Inválidos         | Votos Inválidos                | 1 254  | 3,61 / 100,00   | 1,26 |
| Total                   | Total                          | 34 799 | 100,00 / 100,00 |      |
| Eleitorado/Participação | Eleitorado/Participação        | 56 247 | 61,87 / 100,00  | 4,12 |

| Freguesia                     | %     | %     | %     | %     | %    | Votantes |
| Freguesia                     | PS    | PSD   | BE    | CDU   | PP   | Votantes |
| ----------------------------- | ----- | ----- | ----- | ----- | ---- | -------- |
| Alhadas                       | 47,87 | 27,56 | 8,50  | 6,54  | 2,85 | 2 141    |
| Alqueidão                     | 45,22 | 32,65 | 7,12  | 4,58  | 4,78 | 1 026    |
| Bom Sucesso                   | 31,69 | 52,11 | 4,93  | 3,96  | 3,26 | 1 136    |
| Borda do Campo                | 38,47 | 44,11 | 3,65  | 2,49  | 3,98 | 603      |
| Brenha                        | 45,17 | 30,12 | 7,92  | 4,25  | 5,21 | 518      |
| Buarcos                       | 45,59 | 30,67 | 8,64  | 4,94  | 5,20 | 4 330    |
| Ferreira-a-Nova               | 37,89 | 48,10 | 2,82  | 1,30  | 3,58 | 921      |
| Lavos                         | 41,61 | 35,22 | 6,24  | 5,37  | 4,84 | 2 067    |
| Maiorca                       | 48,03 | 26,28 | 7,08  | 9,17  | 3,60 | 1 526    |
| Marinha das Ondas             | 50,59 | 34,73 | 4,07  | 2,53  | 2,96 | 1 621    |
| Moinhos da Gândara            | 40,76 | 45,99 | 4,71  | 1,78  | 1,91 | 785      |
| Paião                         | 38,09 | 41,53 | 7,86  | 1,83  | 4,50 | 1 310    |
| Quiaios                       | 49,26 | 31,83 | 6,40  | 3,69  | 2,83 | 1 624    |
| Santana                       | 43,45 | 40,88 | 4,27  | 3,13  | 2,42 | 702      |
| São Julião da Figueira da Foz | 37,71 | 36,43 | 8,74  | 6,60  | 5,44 | 6 862    |
| São Pedro                     | 46,01 | 31,22 | 8,29  | 6,57  | 3,21 | 1 278    |
| Tavarede                      | 38,39 | 32,70 | 10,88 | 7,02  | 4,73 | 4 587    |
| Vila Verde                    | 47,45 | 19,52 | 7,95  | 16,40 | 3,18 | 1 762    |
| Figueira da Foz               | 42,38 | 34,06 | 7,75  | 5,91  | 4,26 | 34 799   |

### Góis
| Partido                 | Partido                        | Votos | %               | +/-  |
| ----------------------- | ------------------------------ | ----- | --------------- | ---- |
|                         | Partido Socialista             | 1 442 | 51,63 / 100,00  | 7,26 |
|                         | Partido Social Democrata       | 966   | 34,59 / 100,00  | 9,88 |
|                         | Partido Popular                | 113   | 4,05 / 100,00   | 0,48 |
|                         | Bloco de Esquerda              | 83    | 2,97 / 100,00   | 1,85 |
|                         | Coligação Democrática Unitária | 46    | 1,65 / 100,00   | 0,23 |
|                         | Outros                         | 51    | 1,83 / 100,00   |      |
| Votos Inválidos         | Votos Inválidos                | 92    | 3,29 / 100,00   | 0,89 |
| Total                   | Total                          | 2 793 | 100,00 / 100,00 |      |
| Eleitorado/Participação | Eleitorado/Participação        | 4 358 | 64,09 / 100,00  | 0,16 |

| Freguesia          | %     | %     | %    | %    | %    | Votantes |
| Freguesia          | PS    | PSD   | PP   | BE   | CDU  | Votantes |
| ------------------ | ----- | ----- | ---- | ---- | ---- | -------- |
| Alvares            | 37,50 | 48,53 | 6,43 | 0,18 | 1,47 | 544      |
| Cadafaz            | 39,90 | 45,96 | 4,55 | 2,02 | 1,52 | 198      |
| Colmeal            | 59,68 | 32,26 | 0,81 | 4,03 | 1,61 | 124      |
| Góis               | 57,38 | 28,84 | 4,13 | 3,06 | 1,38 | 1 307    |
| Vila Nova do Ceira | 54,03 | 31,29 | 2,26 | 5,32 | 2,42 | 620      |
| Góis               | 51,63 | 34,59 | 4,05 | 2,97 | 1,65 | 2 793    |

### Lousã
| Partido                 | Partido                        | Votos  | %               | +/-  |
| ----------------------- | ------------------------------ | ------ | --------------- | ---- |
|                         | Partido Socialista             | 4 748  | 52,86 / 100,00  | 3,83 |
|                         | Partido Social Democrata       | 2 326  | 25,89 / 100,00  | 9,16 |
|                         | Bloco de Esquerda              | 596    | 6,63 / 100,00   | 3,94 |
|                         | Partido Popular                | 475    | 5,29 / 100,00   | 1,42 |
|                         | Coligação Democrática Unitária | 332    | 3,70 / 100,00   | 1,01 |
|                         | Outros                         | 144    | 1,60 / 100,00   |      |
| Votos Inválidos         | Votos Inválidos                | 362    | 4,03 / 100,00   | 1,42 |
| Total                   | Total                          | 8 983  | 100,00 / 100,00 |      |
| Eleitorado/Participação | Eleitorado/Participação        | 13 341 | 67,33 / 100,00  | 2,35 |

| Freguesia      | %     | %     | %    | %    | %    | Votantes |
| Freguesia      | PS    | PSD   | BE   | PP   | CDU  | Votantes |
| -------------- | ----- | ----- | ---- | ---- | ---- | -------- |
| Casal de Ermio | 45,02 | 32,70 | 6,16 | 5,21 | 6,16 | 211      |
| Foz de Arouce  | 42,29 | 38,47 | 4,45 | 7,31 | 2,86 | 629      |
| Gândaras       | 63,17 | 24,51 | 2,52 | 2,38 | 2,66 | 714      |
| Lousã          | 54,47 | 22,89 | 8,28 | 4,91 | 4,00 | 5 256    |
| Serpins        | 51,34 | 30,17 | 6,82 | 3,17 | 2,67 | 1 011    |
| Vilarinho      | 47,68 | 28,57 | 6,02 | 6,37 | 3,87 | 1 162    |
| Lousã          | 52,86 | 25,89 | 6,63 | 5,29 | 3,70 | 8 983    |

### Mira
| Partido                 | Partido                        | Votos  | %               | +/-  |
| ----------------------- | ------------------------------ | ------ | --------------- | ---- |
|                         | Partido Socialista             | 3 279  | 44,22 / 100,00  | 8,70 |
|                         | Partido Social Democrata       | 2 999  | 40,44 / 100,00  | 9,76 |
|                         | Partido Popular                | 410    | 5,53 / 100,00   | 2,74 |
|                         | Bloco de Esquerda              | 311    | 4,19 / 100,00   | 2,55 |
|                         | Coligação Democrática Unitária | 109    | 1,47 / 100,00   | 0,17 |
|                         | Outros                         | 95     | 1,29 / 100,00   |      |
| Votos Inválidos         | Votos Inválidos                | 213    | 2,88 / 100,00   | 0,81 |
| Total                   | Total                          | 7 416  | 100,00 / 100,00 |      |
| Eleitorado/Participação | Eleitorado/Participação        | 11 923 | 62,20 / 100,00  | 1,42 |

| Freguesia     | %     | %     | %     | %    | %    | Votantes |
| Freguesia     | PS    | PSD   | PP    | BE   | CDU  | Votantes |
| ------------- | ----- | ----- | ----- | ---- | ---- | -------- |
| Carapelhos    | 22,10 | 66,67 | 4,57  | 2,10 | 0,19 | 525      |
| Mira          | 43,64 | 40,08 | 5,92  | 4,37 | 1,58 | 4 374    |
| Praia de Mira | 63,23 | 24,87 | 2,31  | 4,91 | 1,66 | 1 689    |
| Seixo         | 22,46 | 57,49 | 10,63 | 3,14 | 1,33 | 828      |
| Mira          | 44,22 | 40,44 | 5,53  | 4,19 | 1,47 | 7 416    |

### Miranda do Corvo
| Partido                 | Partido                        | Votos  | %               | +/-  |
| ----------------------- | ------------------------------ | ------ | --------------- | ---- |
|                         | Partido Socialista             | 3 788  | 53,54 / 100,00  | 6,07 |
|                         | Partido Social Democrata       | 2 019  | 28,54 / 100,00  | 9,91 |
|                         | Bloco de Esquerda              | 349    | 4,93 / 100,00   | 3,22 |
|                         | Partido Popular                | 283    | 4,00 / 100,00   | 0,98 |
|                         | Coligação Democrática Unitária | 280    | 3,96 / 100,00   | 0,16 |
|                         | Outros                         | 125    | 1,77 / 100,00   |      |
| Votos Inválidos         | Votos Inválidos                | 231    | 3,26 / 100,00   | 1,36 |
| Total                   | Total                          | 7 075  | 100,00 / 100,00 |      |
| Eleitorado/Participação | Eleitorado/Participação        | 10 520 | 67,25 / 100,00  | 3,84 |

| Freguesia        | %     | %     | %    | %    | %    | Votantes |
| Freguesia        | PS    | PSD   | BE   | PP   | CDU  | Votantes |
| ---------------- | ----- | ----- | ---- | ---- | ---- | -------- |
| Lamas            | 52,29 | 32,57 | 3,87 | 2,64 | 2,64 | 568      |
| Miranda do Corvo | 55,20 | 25,47 | 5,91 | 3,41 | 5,08 | 3 757    |
| Rio Vide         | 51,17 | 30,81 | 4,32 | 4,14 | 3,24 | 555      |
| Semide           | 51,95 | 30,91 | 4,25 | 5,21 | 2,74 | 1 459    |
| Vila Nova        | 50,95 | 34,65 | 2,58 | 5,57 | 2,17 | 736      |
| Miranda do Corvo | 53,54 | 28,54 | 4,93 | 4,00 | 3,96 | 7 075    |

### Montemor-o-Velho
| Partido                 | Partido                        | Votos  | %               | +/-  |
| ----------------------- | ------------------------------ | ------ | --------------- | ---- |
|                         | Partido Socialista             | 6 735  | 50,39 / 100,00  | 4,88 |
|                         | Partido Social Democrata       | 3 769  | 28,20 / 100,00  | 7,57 |
|                         | Coligação Democrática Unitária | 791    | 5,92 / 100,00   | 0,35 |
|                         | Bloco de Esquerda              | 705    | 5,27 / 100,00   | 3,62 |
|                         | Partido Popular                | 618    | 4,62 / 100,00   | 2,89 |
|                         | Outros                         | 308    | 2,31 / 100,00   |      |
| Votos Inválidos         | Votos Inválidos                | 441    | 3,30 / 100,00   | 1,44 |
| Total                   | Total                          | 13 367 | 100,00 / 100,00 |      |
| Eleitorado/Participação | Eleitorado/Participação        | 21 743 | 61,48 / 100,00  | 3,72 |

| Freguesia          | %     | %     | %     | %    | %    | Votantes |
| Freguesia          | PS    | PSD   | CDU   | BE   | PP   | Votantes |
| ------------------ | ----- | ----- | ----- | ---- | ---- | -------- |
| Abrunheira         | 53,52 | 19,62 | 12,15 | 4,48 | 3,41 | 469      |
| Arazede            | 40,61 | 41,22 | 3,49  | 3,43 | 5,88 | 2 977    |
| Carapinheira       | 48,56 | 24,31 | 7,03  | 6,10 | 7,50 | 1 493    |
| Ereira             | 70,70 | 11,01 | 6,83  | 3,74 | 2,20 | 454      |
| Gatões             | 50,87 | 32,37 | 2,60  | 5,20 | 4,05 | 346      |
| Liceia             | 48,52 | 32,49 | 4,15  | 4,75 | 5,19 | 674      |
| Meãs do Campo      | 53,38 | 31,47 | 2,68  | 3,38 | 3,26 | 858      |
| Montemor-o-Velho   | 48,13 | 26,64 | 8,14  | 7,88 | 3,60 | 1 498    |
| Pereira            | 61,04 | 14,09 | 7,99  | 8,74 | 3,01 | 1 327    |
| Santo Varão        | 57,46 | 17,60 | 10,77 | 5,97 | 2,77 | 938      |
| Seixo de Gatões    | 44,05 | 36,35 | 4,73  | 4,19 | 4,46 | 740      |
| Tentúgal           | 54,93 | 28,45 | 2,39  | 3,95 | 4,78 | 963      |
| Verride            | 50,00 | 22,68 | 9,27  | 6,83 | 5,85 | 410      |
| Vila Nova da Barca | 62,73 | 21,36 | 4,09  | 3,64 | 2,27 | 220      |
| Montemor-o-Velho   | 50,39 | 28,20 | 5,92  | 5,27 | 4,62 | 13 367   |

### Oliveira do Hospital
| Partido                 | Partido                        | Votos  | %               | +/-   |
| ----------------------- | ------------------------------ | ------ | --------------- | ----- |
|                         | Partido Socialista             | 5 494  | 44,37 / 100,00  | 10,22 |
|                         | Partido Social Democrata       | 4 914  | 39,69 / 100,00  | 12,28 |
|                         | Partido Popular                | 778    | 6,28 / 100,00   | 1,46  |
|                         | Bloco de Esquerda              | 326    | 2,63 / 100,00   | 1,75  |
|                         | Coligação Democrática Unitária | 257    | 2,08 / 100,00   | 0,44  |
|                         | Outros                         | 189    | 1,53 / 100,00   |       |
| Votos Inválidos         | Votos Inválidos                | 423    | 3,42 / 100,00   | 1,26  |
| Total                   | Total                          | 12 381 | 100,00 / 100,00 |       |
| Eleitorado/Participação | Eleitorado/Participação        | 19 343 | 64,01 / 100,00  | 1,74  |

| Freguesia              | %     | %     | %     | %    | %     | Votantes |
| Freguesia              | PS    | PSD   | PP    | BE   | CDU   | Votantes |
| ---------------------- | ----- | ----- | ----- | ---- | ----- | -------- |
| Aldeia das Dez         | 29,46 | 49,58 | 12,75 | 1,42 | 1,42  | 353      |
| Alvoco das Várzeas     | 74,54 | 14,76 | 2,58  | 3,32 | 2,21  | 271      |
| Avô                    | 44,68 | 46,49 | 2,60  | 1,30 | 0,78  | 385      |
| Bobadela               | 46,68 | 37,35 | 4,91  | 2,46 | 2,21  | 407      |
| Ervedal                | 56,66 | 29,05 | 3,21  | 4,82 | 1,77  | 623      |
| Lagares da Beira       | 60,08 | 29,66 | 5,32  | 1,39 | 0,76  | 789      |
| Lagos da Beira         | 51,83 | 40,48 | 2,38  | 0,92 | 1,65  | 546      |
| Lajeosa                | 61,98 | 26,45 | 4,13  | 2,48 | 0,83  | 363      |
| Lourosa                | 35,04 | 49,06 | 5,39  | 2,16 | 2,43  | 371      |
| Meruge                 | 46,21 | 35,25 | 3,66  | 2,35 | 8,09  | 383      |
| Nogueira do Cravo      | 37,80 | 47,02 | 6,97  | 2,32 | 1,39  | 1 291    |
| Oliveira do Hospital   | 42,61 | 38,39 | 8,40  | 3,76 | 1,74  | 2 417    |
| Penalva de Alva        | 50,31 | 37,50 | 3,28  | 2,50 | 0,94  | 640      |
| Santa Ovaia            | 39,85 | 42,36 | 5,76  | 3,76 | 0,75  | 399      |
| São Gião               | 35,89 | 43,84 | 10,41 | 2,47 | 1,10  | 365      |
| São Paio de Gramaços   | 45,94 | 35,23 | 7,77  | 3,28 | 3,11  | 579      |
| São Sebastião da Feira | 33,80 | 50,70 | 5,63  | 0,70 | 0     | 142      |
| Seixo da Beira         | 29,61 | 55,77 | 6,02  | 1,47 | 1,23  | 814      |
| Travanca de Lagos      | 47,99 | 36,75 | 6,38  | 2,77 | 1,80  | 721      |
| Vila Franca da Beira   | 24,67 | 39,47 | 13,16 | 2,30 | 14,14 | 304      |
| Vila Pouca da Beira    | 35,78 | 45,87 | 4,13  | 2,29 | 3,67  | 218      |
| Oliveira do Hospital   | 44,37 | 39,69 | 6,28  | 2,63 | 2,08  | 12 381   |

### Pampilhosa da Serra
| Partido                 | Partido                        | Votos | %               | +/-   |
| ----------------------- | ------------------------------ | ----- | --------------- | ----- |
|                         | Partido Socialista             | 1 361 | 45,20 / 100,00  | 12,28 |
|                         | Partido Social Democrata       | 1 327 | 44,07 / 100,00  | 13,33 |
|                         | Partido Popular                | 104   | 3,45 / 100,00   | 0,62  |
|                         | Bloco de Esquerda              | 64    | 2,13 / 100,00   | 1,37  |
|                         | Coligação Democrática Unitária | 35    | 1,16 / 100,00   | 0,12  |
|                         | Outros                         | 44    | 1,46 / 100,00   |       |
| Votos Inválidos         | Votos Inválidos                | 76    | 2,52 / 100,00   | 0,18  |
| Total                   | Total                          | 3 011 | 100,00 / 100,00 |       |
| Eleitorado/Participação | Eleitorado/Participação        | 5 020 | 59,98 / 100,00  | 0,78  |

| Freguesia           | %     | %     | %    | %    | %    | Votantes |
| Freguesia           | PS    | PSD   | PP   | BE   | CDU  | Votantes |
| ------------------- | ----- | ----- | ---- | ---- | ---- | -------- |
| Cabril              | 38,27 | 50,51 | 4,08 | 0,51 | 0,51 | 196      |
| Dornelas do Zêzere  | 61,79 | 27,36 | 4,48 | 1,89 | 1,42 | 424      |
| Fajão               | 25,61 | 62,20 | 3,05 | 4,88 | 2,44 | 164      |
| Janeiro de Baixo    | 49,10 | 41,22 | 3,60 | 0,68 | 1,13 | 444      |
| Machio              | 50,47 | 43,93 | 2,80 | 0    | 0    | 107      |
| Pampilhosa da Serra | 45,89 | 42,27 | 2,99 | 2,87 | 1,12 | 802      |
| Pessegueiro         | 42,24 | 50,00 | 3,45 | 2,59 | 0    | 116      |
| Portela do Fojo     | 32,03 | 57,42 | 2,73 | 0,78 | 0,78 | 256      |
| Unhais-o-Velho      | 38,96 | 50,12 | 3,72 | 3,72 | 1,49 | 403      |
| Vidual              | 54,55 | 34,34 | 3,03 | 1,01 | 2,02 | 99       |
| Pampilhosa da Serra | 45,20 | 44,07 | 3,45 | 2,13 | 1,16 | 3 011    |

### Penacova
| Partido                 | Partido                        | Votos  | %               | +/-  |
| ----------------------- | ------------------------------ | ------ | --------------- | ---- |
|                         | Partido Socialista             | 4 025  | 44,44 / 100,00  | 6,24 |
|                         | Partido Social Democrata       | 3 464  | 38,25 / 100,00  | 9,96 |
|                         | Partido Popular                | 474    | 5,23 / 100,00   | 0,33 |
|                         | Coligação Democrática Unitária | 397    | 4,38 / 100,00   | 0,23 |
|                         | Bloco de Esquerda              | 273    | 3,01 / 100,00   | 1,89 |
|                         | Outros                         | 150    | 1,67 / 100,00   |      |
| Votos Inválidos         | Votos Inválidos                | 274    | 3,02 / 100,00   | 1,46 |
| Total                   | Total                          | 9 057  | 100,00 / 100,00 |      |
| Eleitorado/Participação | Eleitorado/Participação        | 14 487 | 62,52 / 100,00  | 0,89 |

| Freguesia           | %     | %     | %     | %     | %    | Votantes |
| Freguesia           | PS    | PSD   | PP    | CDU   | BE   | Votantes |
| ------------------- | ----- | ----- | ----- | ----- | ---- | -------- |
| Carvalho            | 33,33 | 54,74 | 4,38  | 1,22  | 1,70 | 411      |
| Figueira de Lorvão  | 50,92 | 35,42 | 4,44  | 2,94  | 2,29 | 1 530    |
| Friúmes             | 43,15 | 43,60 | 7,19  | 0,90  | 2,70 | 445      |
| Lorvão              | 50,27 | 29,96 | 3,55  | 7,47  | 3,60 | 2 196    |
| Oliveira do Mondego | 35,25 | 34,01 | 9,40  | 12,01 | 3,13 | 383      |
| Paradela            | 31,76 | 50,00 | 7,65  | 3,53  | 2,35 | 170      |
| Penacova            | 46,98 | 38,04 | 4,03  | 3,36  | 3,15 | 1 935    |
| São Paio do Mondego | 23,40 | 47,87 | 18,09 | 3,19  | 3,19 | 188      |
| São Pedro de Alva   | 34,27 | 47,94 | 7,30  | 2,72  | 2,72 | 1 068    |
| Sazes do Lorvão     | 42,68 | 40,24 | 5,08  | 2,64  | 3,46 | 492      |
| Travanca do Mondego | 39,75 | 38,91 | 5,86  | 5,86  | 4,60 | 239      |
| Penacova            | 44,44 | 38,25 | 5,23  | 4,38  | 3,01 | 9 057    |

### Penela
| Partido                 | Partido                        | Votos | %               | +/-  |
| ----------------------- | ------------------------------ | ----- | --------------- | ---- |
|                         | Partido Social Democrata       | 1 598 | 44,88 / 100,00  | 9,95 |
|                         | Partido Socialista             | 1 459 | 40,97 / 100,00  | 8,44 |
|                         | Partido Popular                | 172   | 4,83 / 100,00   | 0,55 |
|                         | Bloco de Esquerda              | 95    | 2,67 / 100,00   | 1,81 |
|                         | Coligação Democrática Unitária | 47    | 1,32 / 100,00   | 0,58 |
|                         | Outros                         | 55    | 1,54 / 100,00   |      |
| Votos Inválidos         | Votos Inválidos                | 135   | 3,79 / 100,00   | 1,17 |
| Total                   | Total                          | 3 561 | 100,00 / 100,00 |      |
| Eleitorado/Participação | Eleitorado/Participação        | 5 546 | 64,21 / 100,00  | 0,43 |

| Freguesia              | %     | %     | %    | %    | %    | Votantes |
| Freguesia              | PSD   | PS    | PP   | BE   | CDU  | Votantes |
| ---------------------- | ----- | ----- | ---- | ---- | ---- | -------- |
| Cumeeira               | 51,22 | 36,59 | 4,47 | 0,95 | 1,49 | 738      |
| Espinhal               | 42,02 | 45,91 | 4,28 | 2,53 | 0,58 | 514      |
| Penela (Santa Eufémia) | 43,87 | 40,61 | 5,06 | 3,15 | 0,90 | 889      |
| Penela (São Miguel)    | 46,52 | 38,09 | 5,96 | 3,60 | 1,46 | 890      |
| Podentes               | 38,28 | 41,91 | 4,29 | 4,62 | 2,97 | 303      |
| Rabaçal                | 37,00 | 55,51 | 2,64 | 0,44 | 1,32 | 227      |
| Penela                 | 44,88 | 40,97 | 4,83 | 2,67 | 1,32 | 3 561    |

### Soure
| Partido                 | Partido                        | Votos  | %               | +/-  |
| ----------------------- | ------------------------------ | ------ | --------------- | ---- |
|                         | Partido Socialista             | 6 193  | 52,06 / 100,00  | 5,39 |
|                         | Partido Social Democrata       | 3 209  | 26,98 / 100,00  | 8,97 |
|                         | Bloco de Esquerda              | 698    | 5,87 / 100,00   | 4,18 |
|                         | Coligação Democrática Unitária | 641    | 5,39 / 100,00   | 0,51 |
|                         | Partido Popular                | 481    | 4,04 / 100,00   | 2,32 |
|                         | Outros                         | 247    | 2,09 / 100,00   |      |
| Votos Inválidos         | Votos Inválidos                | 426    | 3,58 / 100,00   | 1,06 |
| Total                   | Total                          | 11 895 | 100,00 / 100,00 |      |
| Eleitorado/Participação | Eleitorado/Participação        | 18 398 | 64,65 / 100,00  | 1,68 |

| Freguesia          | %     | %     | %    | %     | %     | Votantes |
| Freguesia          | PS    | PSD   | BE   | CDU   | PP    | Votantes |
| ------------------ | ----- | ----- | ---- | ----- | ----- | -------- |
| Alfarelos          | 55,62 | 17,03 | 8,81 | 11,47 | 2,43  | 863      |
| Brunhós            | 42,75 | 41,22 | 6,87 | 2,29  | 3,05  | 131      |
| Degracias          | 27,66 | 54,41 | 1,52 | 0,61  | 9,12  | 329      |
| Figueiró do Campo  | 54,74 | 17,69 | 7,21 | 10,67 | 4,45  | 1 012    |
| Gesteira           | 54,53 | 26,89 | 5,44 | 4,23  | 3,63  | 662      |
| Granja do Ulmeiro  | 58,73 | 16,44 | 7,94 | 9,05  | 2,95  | 1 083    |
| Pombalinho         | 30,80 | 55,07 | 1,81 | 0,54  | 6,52  | 552      |
| Samuel             | 57,63 | 22,82 | 7,57 | 3,15  | 4,29  | 793      |
| Soure              | 54,12 | 26,89 | 5,21 | 4,26  | 3,51  | 4 649    |
| Tapéus             | 30,53 | 46,56 | 3,82 | 0,38  | 11,45 | 262      |
| Vila Nova de Anços | 57,76 | 19,43 | 8,50 | 6,75  | 2,29  | 741      |
| Vinha da Rainha    | 44,50 | 35,82 | 3,42 | 3,18  | 5,50  | 818      |
| Soure              | 52,06 | 26,98 | 5,87 | 5,39  | 4,04  | 11 895   |

### Tábua
| Partido                 | Partido                        | Votos  | %               | +/-   |
| ----------------------- | ------------------------------ | ------ | --------------- | ----- |
|                         | Partido Socialista             | 3 070  | 45,99 / 100,00  | 8,31  |
|                         | Partido Social Democrata       | 2 584  | 38,71 / 100,00  | 10,25 |
|                         | Partido Popular                | 373    | 5,59 / 100,00   | 1,15  |
|                         | Bloco de Esquerda              | 174    | 2,61 / 100,00   | 1,62  |
|                         | Coligação Democrática Unitária | 131    | 1,96 / 100,00   | 0,20  |
|                         | Outros                         | 118    | 1,76 / 100,00   |       |
| Votos Inválidos         | Votos Inválidos                | 225    | 3,37 / 100,00   | 0,96  |
| Total                   | Total                          | 6 675  | 100,00 / 100,00 |       |
| Eleitorado/Participação | Eleitorado/Participação        | 10 398 | 64,20 / 100,00  | 1,35  |

| Freguesia                | %     | %     | %     | %    | %    | Votantes |
| Freguesia                | PS    | PSD   | PP    | BE   | CDU  | Votantes |
| ------------------------ | ----- | ----- | ----- | ---- | ---- | -------- |
| Ázere                    | 43,14 | 39,60 | 4,20  | 1,11 | 5,97 | 452      |
| Candosa                  | 54,49 | 37,55 | 2,04  | 1,63 | 1,02 | 490      |
| Carapinha                | 27,20 | 51,46 | 14,64 | 1,26 | 0,84 | 239      |
| Covas                    | 39,96 | 41,07 | 3,87  | 4,42 | 3,68 | 543      |
| Covelo                   | 20,61 | 57,58 | 11,52 | 0    | 1,82 | 165      |
| Espariz                  | 42,40 | 44,44 | 7,71  | 2,49 | 0,23 | 441      |
| Meda de Mouros           | 28,57 | 51,70 | 8,84  | 2,72 | 0,68 | 147      |
| Midões                   | 51,62 | 32,42 | 4,85  | 4,04 | 2,12 | 990      |
| Mouronho                 | 26,22 | 54,89 | 6,67  | 2,00 | 2,67 | 450      |
| Pinheiro de Coja         | 47,26 | 39,80 | 4,98  | 2,99 | 1,00 | 201      |
| Póvoa de Midões          | 54,37 | 33,88 | 2,73  | 3,55 | 1,37 | 366      |
| São João da Boa Vista    | 63,03 | 25,15 | 4,24  | 2,42 | 0,91 | 330      |
| Sinde                    | 53,97 | 32,70 | 6,03  | 0,95 | 1,27 | 315      |
| Tábua                    | 50,26 | 34,72 | 5,87  | 2,38 | 1,49 | 1 345    |
| Vila Nova de Oliveirinha | 42,79 | 41,29 | 5,97  | 3,98 | 2,49 | 201      |
| Tábua                    | 45,99 | 38,71 | 5,59  | 2,61 | 1,96 | 6 675    |

### Vila Nova de Poiares
| Partido                 | Partido                        | Votos | %               | +/-  |
| ----------------------- | ------------------------------ | ----- | --------------- | ---- |
|                         | Partido Social Democrata       | 1 507 | 40,81 / 100,00  | 8,31 |
|                         | Partido Socialista             | 1 483 | 40,16 / 100,00  | 4,80 |
|                         | Partido Popular                | 163   | 4,41 / 100,00   | 2,17 |
|                         | Bloco de Esquerda              | 139   | 3,76 / 100,00   | 1,86 |
|                         | Coligação Democrática Unitária | 134   | 3,63 / 100,00   | 1,01 |
|                         | Outros                         | 67    | 1,82 / 100,00   |      |
| Votos Inválidos         | Votos Inválidos                | 200   | 5,41 / 100,00   | 2,35 |
| Total                   | Total                          | 3 693 | 100,00 / 100,00 |      |
| Eleitorado/Participação | Eleitorado/Participação        | 5 809 | 63,57 / 100,00  | 3,46 |

| Freguesia             | %     | %     | %    | %    | %    | Votantes |
| Freguesia             | PSD   | PS    | PP   | BE   | CDU  | Votantes |
| --------------------- | ----- | ----- | ---- | ---- | ---- | -------- |
| Arrifana              | 48,63 | 34,17 | 4,67 | 3,19 | 2,28 | 878      |
| Lavegadas             | 49,23 | 40,00 | 2,05 | 2,05 | 3,59 | 195      |
| Poiares (Santo André) | 38,52 | 40,72 | 4,25 | 4,68 | 4,14 | 1 859    |
| São Miguel de Poiares | 35,22 | 45,73 | 5,12 | 2,63 | 3,94 | 761      |
| Vila Nova de Poiares  | 40,81 | 40,16 | 4,41 | 3,76 | 3,63 | 3 693    |